# برنامج فوياجر

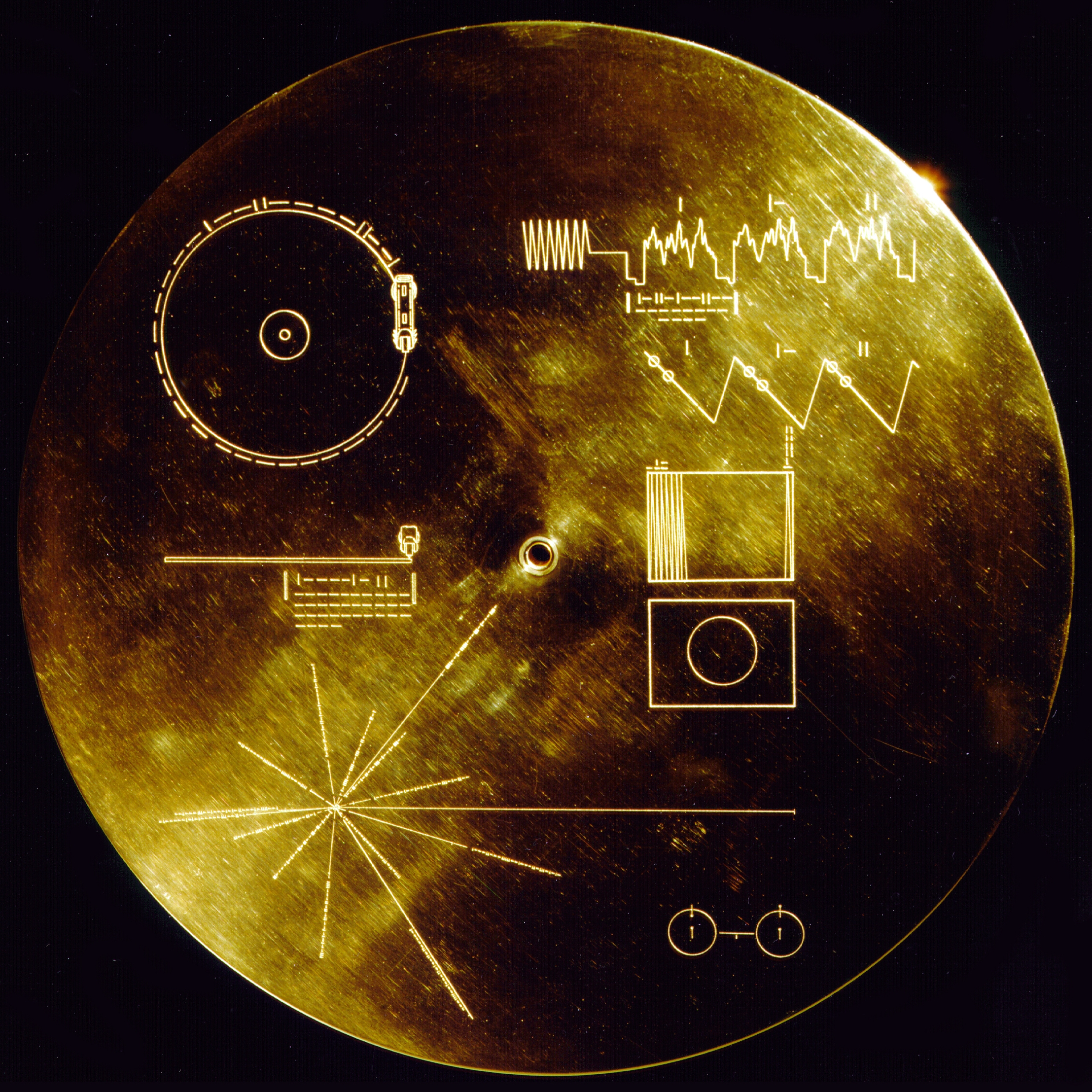
صورة سجل فوياجر الذهبي على متن كلا فوياجير 1و2

برنامج فوياجر هو برنامج علمي أمريكي يستخدم مسبارين آليين، هما فوياجر1 وفوياجر2، اللذين أُطلقا في عام 1977 للاستفادة من المحاذاة المُساعدة لكل من المشتري والمريخ وأورانوس ونبتون. أكمل فوياجر2 طريقه إلى أورانوس ونبتون على الرغم من أنّ مهمته الأساسية هي دراسة النظام الكوكبي لزحل والمشتري فقط إلى جانب فوياجر1. يستكشف كل من مسباري فوياجر حاليًا الحدود الخارجية للغلاف الشمسي في الفضاء بين النجمي. مُددت مهمتيهما ثلاث مرات، واستمرتا بإرسال البيانات العلمية المفيدة. لم يلتقط أي مسبار آخر عدا فوياجر2 صورة قريبة لأورانوس أو نبتون.
أشارت البيانات القادمة من فوياجر1 في 25 أغسطس عام 2012 إلى أنّ هذا المسبار أصبح أوّل جسم من صنع البشر يدخل الفضاء بين النجمي، ويسافر «أبعد من أي شخص، وأي شيء في التاريخ». منذ العام 2013، كان فوياجر1 يتحرك بسرعة 17 كيلومترًا في الثانية (11 ميلًا في الثانية) بالنسبة إلى الشمس.
أشارت البيانات القادمة من فوياجر2 في 5 نوفمبر عام 2018 أنه دخل الفضاء بين النجمي أيضًا. أعلن العلماء في ديسمبر من عام 2018 أنّ مسبار فوياجر2 وصل رسميًا إلى الوسط بين النجمي (آي إس إم) في 5 نوفمبر عام 2018، وهي منطقة من الفضاء الخارجي ما وراء تأثير المجموعة الشمسية، وأنه انضم إلى مسبار فوياجر1 الذي وصل إلى الوسط بين النجمي في وقت سابق من عام 2012.
كشفت البيانات والصور التي جمعتها كاميرات فوياجر ومقاييس المغناطيسية وأدوات أخرى تفاصيل مجهولة تخص كلًا من العمالقة الغازية الأربعة وأقمارهم. جرى رسم خرائط لتشكيلات سُحب المشتري المعقدة، وأنظمة الرياح والعواصف، بالإضافة إلى اكتشاف نشاط بركاني على قمر المشتري آيو، وكل ذلك عن طريق الصور القريبة التي التقطتها المركبة الفضائية فوياجر. عُثر على حلقات لزحل تتميز بضفائر مبهمة، والتواءات، وما يشبه الأسلاك، ومصحوبة أيضًا بالكثير من «الجدائل». اكتشفت فوياجر2 في أورانوس مجالًا مغناطيسيًا قويًا حول الكوكب، وعشرة أقمار أخرى. كشفت تحليقات فوياجر2 بالقرب من نبتون ثلاث حلقات وستة أقمار غير معروفة حتى اليوم، بالإضافة إلى مجال مغناطيسي كوكبي ومعقد، وشفق موزع بشكل واسع. إنّ فوياجر2 هي المركبة الفضائية الوحيدة التي زارت عملاقين جليديين. أكدت ناسا في أغسطس عام 2018، وذلك بناءً على نتائج المركبة الفضائية نيو هورايزنز على وجود «جدار الهيدروجين» عند الحواف الخارجية للنظام الشمسي والذي اكتُشف للمرة الأولى في عام 1992 بواسطة مركبتي فوياجر.
كتب المؤلف ستيفن جاي باين «قامت فوياجر بأشياء لم يتوقعها أحد، واكتشفت مناظر لم يتوقعها أحد، وبشّرت بعيش مخترعيها طويلًا، إنها مثل لوحة عظيمة أو منشأة دائمة، اكتسبت وجودها بنفسها، ومصيرها خرج من أيدي العاملين عليها».
بُنيت مركبة فوياجر في مختبر الدفع النفاث في كاليفورنيا الجنوبية، ومولتها الإدارة الوطنية للملاحة الجوية والفضاء (ناسا)، وقد مُوّلت أيضًا عمليات إطلاقها من كيب كانافيرال في فلوريدا وعمليات تتبّعها، وكل شيء آخر يتعلق بالمسبارين.
بلغت كلفة البرنامج الأصلي 865 مليون دولار، بالإضافة إلى كلفة مهمة فوياجر بين النجوم التي أُضيفت لاحقًا بمقدار 30 مليون دولار إضافية.
في يوليو عام 2019، نُفِّذت خطة جديدة من أجل إدارة مسباري فوياجر الفضائيين بشكل أفضل.

## نبذة تاريخية
بُني مسبارا فوياجر الفضائيين في الأصل كجزء من برنامج مارينر، ولذلك سُمّيا في البداية مارينر11 ومارينر12. بعد ذلك جرى نقلهما إلى برنامج فضاء منفصل دُعي «مارينر المشتري-زحل»، وأُعيدت تسمية البرنامج لاحقًا ببرنامج فوياجر لأنه اعتُقد أنّ تصميم المسبارين الفضائيين أصبح متقدمًا بشكل كافٍ لينال اسمًا مستقلًا إذ تجاوز في تقدمه تصميم عائلة مارينر.
كان برنامج فوياجر مشابهًا لبرنامج الجولة الكبرى الذي جرى التخطيط له خلال أواخر ستينيات القرن العشرين وحتى بدايات السبعينيات من القرن ذاته. كان من المفترض أن يستفيد برنامج الجولة الكبرى من تراصف الكواكب الخارجية الذي اكتشفه مهندس الطيران والفضاء الجوي في مختبر الدفع النفاث غاري فلاندرو. حدث هذا التراصف الذي يحدث مرة واحدة كل 157 عام في نهاية السبعينيات من القرن العشرين، ما جعل من الممكن الاستفادة من مساعدة الجاذبية لاستكشاف المشتري، وزحل، وأورانوس، ونبتون، وبلوتو. كان هدف برنامج الجولة الكبرى إرسال أزواج متعددة من المسابر للتحليق بالقرب من الكواكب الخارجية (بما في ذلك بلوتو، الذي ما زال يُعتبر كوكبًا) وذلك عبر مسارات متعددة، تتضمن مسار المشتري-زحل-بلوتو، ومسار المشتري- أورانوس- نبتون. أدّى التمويل المحدود إلى إنهاء برنامج الجولة الكبرى، لكن دُمجت عناصره في برنامج فوياجر، الذي حقق العديد من أهداف التحليق الخاصة ببرنامج الجولة الكبرى ما عدا زيارة بلوتو.
كانت المركبة فوياجر2 الأولى في عملية الإطلاق، صُمم مسارها ليسمح بالتحليق بجانب المشتري، وزحل، وأورانوس، ونبتون. أُطلقت فوياجر1 بعد إطلاق فوياجر2، لكن مسارها كان أقصر وأسرع وصُمم بشكل يسمح بالتحليق المثالي بجانب قمر زحل تيتان، الذي كان معروفًا بضخامته وبامتلاكه لغلاف جوي كثيف. أدى هذه الالتقاء مع تيتان إلى إرسال فوياجر1 خارج مستوي مسار الشمس، منهيًا بذلك مهمة العلوم الكوكبية الخاصة به. كان من الممكن تغيير مسار فوياجر2 لاستكشاف تيتان لو لم يقدر فوياجر1 على التحليق بقربه، وبذلك لم يكن ليقدر على زيارة كل من أورانوس ونبتون. لم تُطلق فوياجر1 في مسار يسمح لها بالمتابعة إلى أورانوس ونبتون، لكن كان بإمكانها المضي من زحل إلى بلوتو من دون أن تستكشف تيتان.
تجاوزت فوياجر1 مسابر الفضاء السحيق البطيئة بيونير10 وبيونير11 خلال تسعينيات القرن العشرين، لتصبح أبعد جسم من صنع الإنسان عن الأرض، وهذا رقم قياسي سيُحتفظ به إلى المستقبل القريب. إنّ مسبار نيوهورايزنز الذي تمتع بسرعة إطلاق أعلى من فوياجر1، يسافر الآن بشكل أبطأ، وذلك بسبب السرعة الإضافية التي اكتسبها فوياجر1 من تحليقه بالقرب من المشتري وزحل. يُعتبر فوياجر1 وبيونير10 أبعد جسمين عن بعضهما كان قد صنعهما الإنسان في أي مكان، وذلك بسبب سفرهما في اتجاهين متعاكسين تقريبًا اعتبارًا من النظام الشمسي.
في ديسمبر عام 2004، عبر فوياجر1 صدمة النهاية حيث تتباطأ سرعة الرياح الشمسية إلى أقل من سرعة الصوت، ودخل في منطقة الغمد الشمسي (المنطقة التي تلي صدمة النهاية) بالإنكليزية heliosheath  وفيها تُضغط الرياح الشمسية وتصبح مضطربة بسبب التفاعلات مع الوسط النجمي. في 10 ديسمبر عام 2007، وصلت فوياجر2 أيضًا إلى موجة الصدمة، وكانت أقرب إلى الشمس بمليار ميل من فوياجر1 عندما عبر موجة الصدمة أولًا، وهذا يشير إلى أنّ النظام الشمسي غير متناظر.
أشار فوياجر1 في عام 2010 إلى أنّ سرعة الرياح الشمسية باتجاه الخارج قد انخفضت إلى الصفر، وتوقع العلماء أنه قد أصبح بالقرب من الفضاء بين النجمي. في عام 2011، أشارت البيانات القادمة من مسباري فوياجر إلى أنّ الغمد الشمسي ليس سلسًا، بل مليئًا بالفقاعات المغناطيسية العملاقة، إذ إنها تتكون نظريًا عندما يصبح المجال المغناطيسي للشمس ملتويًا عند حافة النظام الشمسي.
أعلن علماء ناسا أنّ فوياجر1 قريبة جدًا من الدخول في الفضاء بين النجمي، بدليل الارتفاع الحاد في الجسيمات عالية الطاقة القادمة من خارج النظام الشمسي. أعلنت ناسا في سبتمبر عام 2013 أنّ فوياجر1 عبرت حدود الغلاف الشمسي، وذلك ما يجعلها المركبة الفضائية الأولى التي تدخل الفضاء بين النجمي.
أعلنت ناسا في ديسمبر عام 2018 أنّ فوياجر2 عبرت حدود الغلاف الشمسي في 5 نوفمبر من عام 2018، ما يجعلها المركبة الفضائية الثانية التي تدخل الفضاء بين النجمي.
تابعت كل من فوياجر1 وفوياجر2 اعتبارًا من عام 2017 مراقبة الظروف في الامتدادات الخارجية للنظام الشمسي. من المتوقع أن تقدر مركبة فوياجر على تشغيل الأدوات العلمية خلال عام 2020، إلى أن تتطلب الطاقة المحدودة إلغاء تنشيط الأدوات واحدًا تلو الآخر. وفي وقتٍ ما قريب من 2025، لن تكون هناك طاقة كافية لتشغيل أي أداة علمية.
اقتُرحت خطة جديدة في يوليو عام 2019 من أجل إدارة مسباري فوياجر الفضائيين بشكل أفضل.